# Burmannia (crambídeos)
Burmannia (Crambidae) é um gênero de mariposa pertencente à família Crambidae.